# Mistrz przekrętu
Mistrz przekrętu (ang. The Prime Gig) – amerykański film obyczajowy z 2000 roku napisany przez Williama Wheelera oraz wyreżyserowany przez Gregory'ego Moshera. Wyprodukowany przez New Line Cinema. Główne role w filmie zagrali Vince Vaughn, Julia Ormond i Ed Harris.
Premiera filmu miała miejsce 1 września 2000 roku w Stanach Zjednoczonych.

## Opis fabuły
Pendelton (Vince Vaughn) jest młodym, żądnym sukcesów biznesmenem w zakresie telemarketingu. Dzięki talentowi potrafi przez telefon sprzedać wszystko. W wielu przypadkach jest ratunkiem dla firm, które mają na składzie trudny do zbycia towar. Takie właśnie kłopoty ma jego dotychczasowy pracodawca. Musi sprzedać akcje kopalni warte dwa i pół miliona dolarów.

## Obsada
- Vince Vaughn jako Pendelton "Penny" Wise
- Julia Ormond jako Caitlin Carlson
- Ed Harris jako Kelly Grant
- Rory Cochrane jako Joel
- Wallace Shawn jako Gene
- Stephen Tobolowsky jako Mick
- George Wendt jako Archie
- Jeannetta Arnette jako Cheryl
- Shishir Kurup jako Sujat
- Harper Roisman jako Harry
- J.J. Johnston jako Lloyd
- Tom Wright jako Marvin Sanders
- Romany Malco jako Zeke (wymieniony jako Romany Malco Jr.)
- Brian George jako Nasser

i inni